# Olovo(II) tiocijanat
Olovo(II) tiocijanat je neorgansko hemijsko jedinjenje. Ono je so sa hemijskom formulom Pb(SCN)2.
Olovo(II) tiocijanat se može formirati reakcijom olovo(II) acetata rastvorenog u vodi da bilo kalijum tiocijanatom (KSCN) ili amonijum tiocijnatom, što uzrokuje precipitaciju čvrstog olovo(II) tiocijanata.
Jonska reakcija: